# Sân bay Lakselv, Banak
Sân bay Lakselv, Banak (tiếng Na Uy: Lakselv lufthavn, Banak; mã IATA: LKL, mã ICAO: Enna) là một sân bay quốc tế nằm ở Banak, 1,5 km (0,9 mi) về phía bắc của Lakselv, trong khu đô thị tự quản Porsanger, quận Finnmark, Na Uy. Đồng vị trí với Station Group Banak, sân bay này được sở hữu và điều hành bởi Avinor. Sân bay cũng được gọi bằng tên sân bay Bắc Cape, mặc dù Bắc Cape có cự ly cách đó 180 km (110 mi). Đường băng dài 2.788 mét (9.147 ft) dài và theo hướng gần nhue Bắc-Nam. Sân bay có các tuyến bay của Widerøe với các chuyến bay đến Tromso và Alta, và theo mùa của Norwegian Air Shuttle tới Oslo, ngoài các tuyến bay thuê chuyến quốc tế. Sân bay đã có 71.763 lượt khách trong năm 2012. Ngoài ra để phục vụ Porsanger, diện tích khu vực của sân bay này bao gồm Karasjok và Lebesby.